# Modra vrtnica za princesko
Modra vrtnica za princesko je pravljična veseloigra za otroke, ki jo je napisala slovenska pisateljica Kristina Brenk. Delo je bilo izdano leta 1963.

## Osebe
- dvorni norček
- princeska
- kralj
- vrtnarica
- fant s piščalko

## Vsebina
Prizorišče: Grajski vrt v Rožnem kraljestvu.
Čas: včeraj, danes in jutri.
Norček sreča fanta s piščalko in ga povabi v Rožno kraljestvo, a fant gre naprej po svetu iskat družico. Norček se skrije in pride princeska. Le-ta jo oponaša in princeska misli, da je odmev in se neizmerno zabava. Vtem pride norček in se pogovarjata. Prihajata kralj in vrtnarica in norček uide, princeska pa mora v grad k uri igranja na gosli. Kralj in vrtnarica se pogovarjata, ona mu reče, da je dobrega srca. Potem zaupa vrtnarici, da bi rad vzgojil v svojem vrtu modro vrtnico za svojo princesko in da noče biti več kralj ampak vrtnar. Poklical je princesko in ji rekel, da se mora poročiti, da bo kraljevala ona. Princeska je privolila, a izvoljenec ji mora na praznik vrtnic prinesti modro vrtnico. To so tudi razglasili po vsem kraljestvu. Fant s piščalko pa je dobil službo v njihovem grajskem vrtu kot vrtnar. Na praznik je princeska ves dan čakala na prestolu na fanta z modro vrtnico, a ga ni bilo. Dobila je steklena, narisana in izvezena vrtnica, a te niso bile prave. Kralj je bil žalosten, ker je hotel vrtnariti. Prišel je fant s piščalko in princeska mu je povedala za rožo. Utrgal ji je šipkov cvet in rekel, da je modra vrtnica. Dišala je, dehtela, torej je bila prava. A fant in princeska nista hotela vladati, zato je krono dobil norček, ki je vedno govoril resnico, podnevi in ponoči, poleti in pozimi in ostal je sam in vladal.

## Spletni viri
- http://www2.arnes.si/~supmblaz/KRISTINA%20BRENKOVA.pdf Arhivirano 2010-02-02 na Wayback Machine.
- http://www.gledalisce-tc.si/slike/slmodra%20vrtnica.jpg Arhivirano 2007-01-12 na Wayback Machine.
- http://www.sng-ng.si/arhiv/predstave/2005080810482056/util/bin.php?id=2005102213261600&table=archShow_showFoto%5B%5D